# الشفه، ولایت البلیده
الشفه (به عربی: الشفة) یک شهرداری‌های الجزایر در الجزایر است که در ناحیه موزایه واقع شده‌است.